# HMS Bellona (1760)
L'HMS Bellona fu un vascello britannico, varato il 19 febbraio del 1760.

## Storia
La vera vita operativa della Bellona, una delle prime navi di linea a 74 cannoni, cominciò nell'agosto 1761 quando la nave impegnò e sconfisse la francese Courageux catturandola. Nel 1780 guidò un attacco contro i francesi al largo della Guadalupa. Tre anni più tardi entrò a fare parte della flotta del Baltico, ma poco prima della battaglia di Copenaghen si incagliò e non partecipò all'azione.
La stessa inoltre partecipò al cosiddetto Blocco di Brest, nella Inshore Squadron, posto in essere dalla marina inglese ai danni di quella francese tra il XVIII e XIX secolo durante le guerre napoleoniche.
La Bellona rimase in servizio fino al 1814, quando fu demolita.

## Caratteristiche
La nave presentava un'innovazione per i tempi, introdotta dall'architetto Snodgrass, in quanto poteva contare su uno scafo rinforzato con bracci diagonali che le consentivano una maggiore resistenza sia al logorio della navigazione che alle eventuali bordate nemiche.

## Citazioni
L'HMS Bellona, viene citata altresì dallo scrittore Patrick O'Brian che nel romanzo Doppia missione, viene dall'autore posta ai comandi del protagonista, il comandante di vascello Jack Aubrey.